# Nausinoe perspectata
Nausinoe perspectata is een vlinder van de familie van de grasmotten (Crambidae), uit de onderfamilie van de Spilomelinae. De wetenschappelijke naam van deze soort is voor het eerst voorgesteld als Phalaena perspectata door Johan Christian Fabricius in een publicatie uit 1775.

## Verspreiding
De soort komt voor in Congo-Kinshasa, India, Sri Lanka, Zuid-China, Taiwan, Thailand, Papoea-Nieuw-Guinea, Australië en Japan.

## Waardplanten
De rups leeft op Jasminum sambac (Oleaceae) en op soorten van het geslacht Abutilon (Malvaceae).